# يان برادي
يان برادي (بالإنجليزية: Ian Brady) هو قاتل متسلسل وجزار بريطاني، ولد في 2 يناير 1938 في غلاسكو في المملكة المتحدة، وتوفي في 15 مايو 2017 في Ashworth Hospital ‏ في المملكة المتحدة.

## وصلات خارجية
- يان برادي على موقع إن إن دي بي (الإنجليزية)